# Illa Noyes
L'illa Noyes és una illa de l'arxipèlag Alexander, al sud-est d'Alaska. Es troba a l'oest de l'illa del Príncep de Gal·les.
Va ser batejada el 1879 per William Healey Dall del United States Coast and Geodetic Survey en honor a William M. Noyes, que va estar a Alaska entre 1873 i 1880.
El primer europeu que va albirar l'illa va ser Aleksei Txírikov el 1741.